# Escritas cazaques
A língua cazaque já era escrita há muito tempo. Desde o fim da Antiguidade e o começo da Idade Média, as línguas turcomanas foram registradas no sistema rúnico conhecido como alfabeto de Orcom. As escolas espirituais da Ásia Central, incluindo as do futuro Cazaquistão, bem como os poetas e cientistas, usavam o cúfico dos árabes. Em 1912, o estudioso cazaque Akhmet Baitursynov reformou a escrita cazaque com base no cúfico, permitindo que fosse usada por cazaques no exterior. Para tal, exclui as letras áreas que não eram usadas no cazaque e inclui outras. Desde 1917, no entanto, o Cazaquistão começou a introduzir o alfabeto latino.
Numa resolução de 7 de agosto de 1929, o Comité Executivo Central de Todas as Rússias da União Soviética introduziu um alfabeto turco unificado com base no alfabeto latino, composto por 30 letras, cujo uso perdurou só até 1939. Em 13 de novembro de 1940, foi regulamentado um novo alfabeto, baseado no cirílico russo, que era formado por 42 letras com as características fonéticas do cazaque. Em 27 de outubro de 2017, o então presidente Nursultan Nazarbaev (1990–2019) determinou a mudança do cirílico para o latino. Para este fim, criou uma Comissão Nacional que deve concluir a transição até 2025.

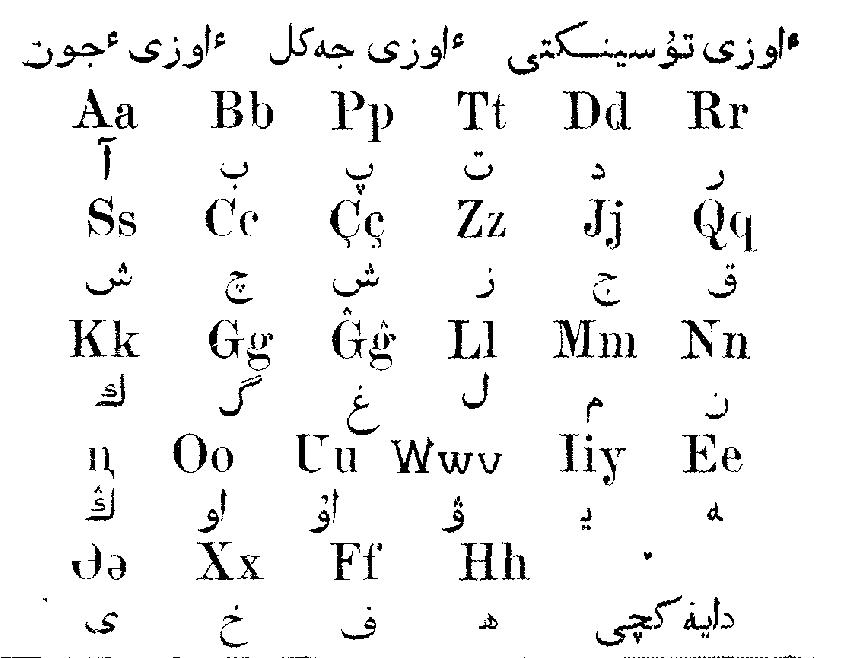
Escrita cazaque árabe em 1924
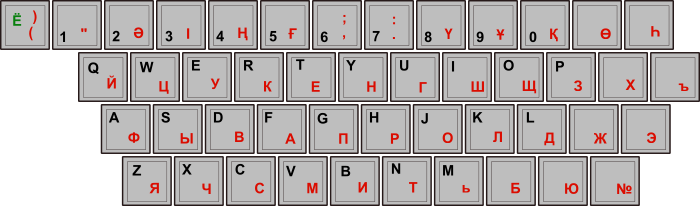
Teclado cazaque